# César Cui

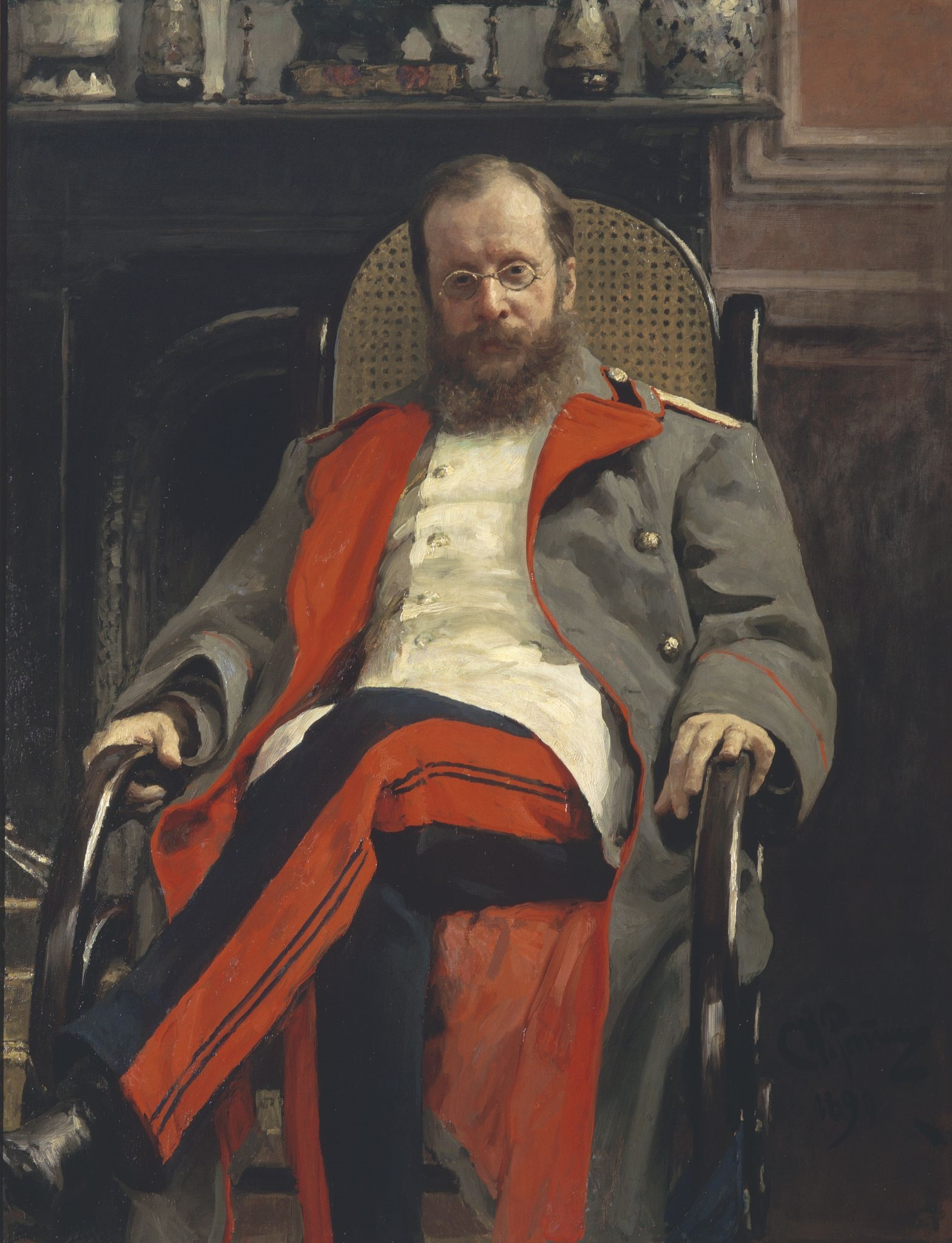
Cesar Cui. Målning utförd av Ilja Repin.

César Antonovitj Cui, (ryska: Цезарь Антонович Кюи), född 6 januari (enligt gamla stilen, 18 januari enligt nya stilen) 1835 i Vilnius, död 13 mars 1918 i Petrograd, var en rysk kompositör, musikskribent och fortifikationsofficer. 

## Biografi
Cuis farfar var en fransk officer från Napoleon I:s armé. Cuis far levde i Vilnius, arbetade som språklärare och gifte sig med en litauisk kvinna. Cui studerade vid militärskolan i Sankt Petersburg, där han 1855 avlade examen. Han avancerade till generallöjtnant inom fortikationen och var sedan professor vid ingenjörsakademin. Mest känd blev han dock genom sin musik.
Redan som pojke hade Cui fått pianolektioner i Vilnius och lärt sig spela framför allt musik av Chopin. År 1856 träffade han Milij Balakirev i Sankt Petersburg och deras umgänge innebar en ny inriktning för Cuis musik. Han blev anhängare till den nyryska skolan och verkade för dess mål mer genom artiklar i både rysk och utländsk press. Han skrev bland annat La musique en Russie, som utkom 1880.

## Musik
Cuis musik har inte någon utpräglat rysk karaktär, utan är mera inspirerad av Chopin och Schumann. Han komponerade 10 operor (däribland William Ratcliff), orkestersviter, kammarmusik, omkring 200 sånger och andra arbeten.

### Verk i urval
Operor:
- Fången i Kaukasus
- Mandarinens son
- William Ratcliff
- Mlada
- Angelo (opera)
- Le flibustier
- Saracenen (opera)
- Ett gästabud i pestens tid (opera)
- Mademoiselle Fifi (opera)
- Snöbogatyren
- Mateo Falcone (opera)
- Kaptenens dotter (opera)
- Rödluvan (opera)
- Dåren Ivan (opera)
- Mästerkatten i stövlar (opera)